# Конрад фон Дегенфелд
Конрад фон Дегенфелд (на немски: Konrad von Degenfeld; † 10 октомври 1600 или 1610 в Ремсхалден/Герадщетен) е благородник от род Дегенфелд, собственик в Айбах (днес в Гайзлинген ан дер Щайге близо до Гьопинген), основава линията Дегенфелд-Айбах, по-късната графска линия Дегенфелд-Шонбург.
Той е син на Кристоф I фон Дегенфелд (1535 – 1604), главен фогт в Гьопинген, дворцов майстер във Вюртемберг, и съпругата му Барбара фон Щамхайм (1543 - 1606)., дъщеря на Райнхардт фон Щамхайм (1509 – 1546) и Маргарета Ламб (Лауб) фон Вайтерсхаузен († 1549). Внук е на Мартин II фон Дегенфелд (1500/1501 – 1557), главен фогт в Гьопинген, и Урсула фон Блининген (Плининген) (ок. 1510 – 1570). Правнук е на Вилхелм фон Дегенфелд (1470 – 1495/1533) и Гертруд/Гертрауд фон Нойхаузен а.д.Х Хофен († 1527). Потомък е на Конрад I фон Дегенфелд (* 1230), който построява през 1257 г. замъка Дегенфелд близо до Вайенщайн.
Брат е на Йохан Кристоф I фон Дегенфелд (1563 – 1613), основава линията Дегенфелд-Нойхауз. Сестра му Анна († 1590) е абатиса на женския манастир Оберстенфелд. Сестра му Маргарета Анна фон Дегенфелд († 12 юни 1642) е омъжена на 18 юни 1604 г. за Вилхелм (V) Аделман фон Аделмансфелден (1581 – 1633).
Конрад фон Дегенфелд е убит след пиене в хотел от Якоб фон Гюлтлинген, главен фогт на Шорндорф, понеже го помислил за дух. След четири дена Гюлтлинген е обезглавен на пазара във Вайблинген по лично нареждане на херцог Фридрих I. За това убийство пишат в множество хроники.:  (Die Nachtwandler, Des Knaben Wunderhorn).
Един епитаф за Конрад фон Дегенфелд преди имало в католическата църква „Мария Химелфарт“ в Айбах.

## Фамилия
Конрад фон Дегенфелд се жени 1589 г. за Маргарета фон Цюлшарт († 1608), дъщеря на Волфганг фон Цюлшарт (или Циленхардт) и фрайин Сузана фон Граевенек. Чрез нейното наследство фамилията Дегенфелд получава рицарското имение Дюрнау (в област Гьопинген). Те имат чети сина:
- Конрад († пр. 1608)
- Кристоф Вилхелм († 1624)
- Кристоф Волфганг († 1631)
- Кристоф Мартин (* ноември 1599, Хоен-Айбах; † 13 октомври 1653, Дюрнау близо до Гьопинген), фрайхер 1625 г., значим военачалник, женен на 22 април 1628 г. в Дюрнау за Анна Мария Аделман фон Аделмансфелден (* 1610; † 26 август 1651)